# Villa Cicogna Mozzoni
Villa Cicogna Mozzoni è un complesso monumentale eretto a Bisuschio tra il XV secolo e il XVI secolo. La villa è stata definita come una delle più celebri "dimore di delizie" del Varesotto e dell'alta Lombardia.

## Descrizione

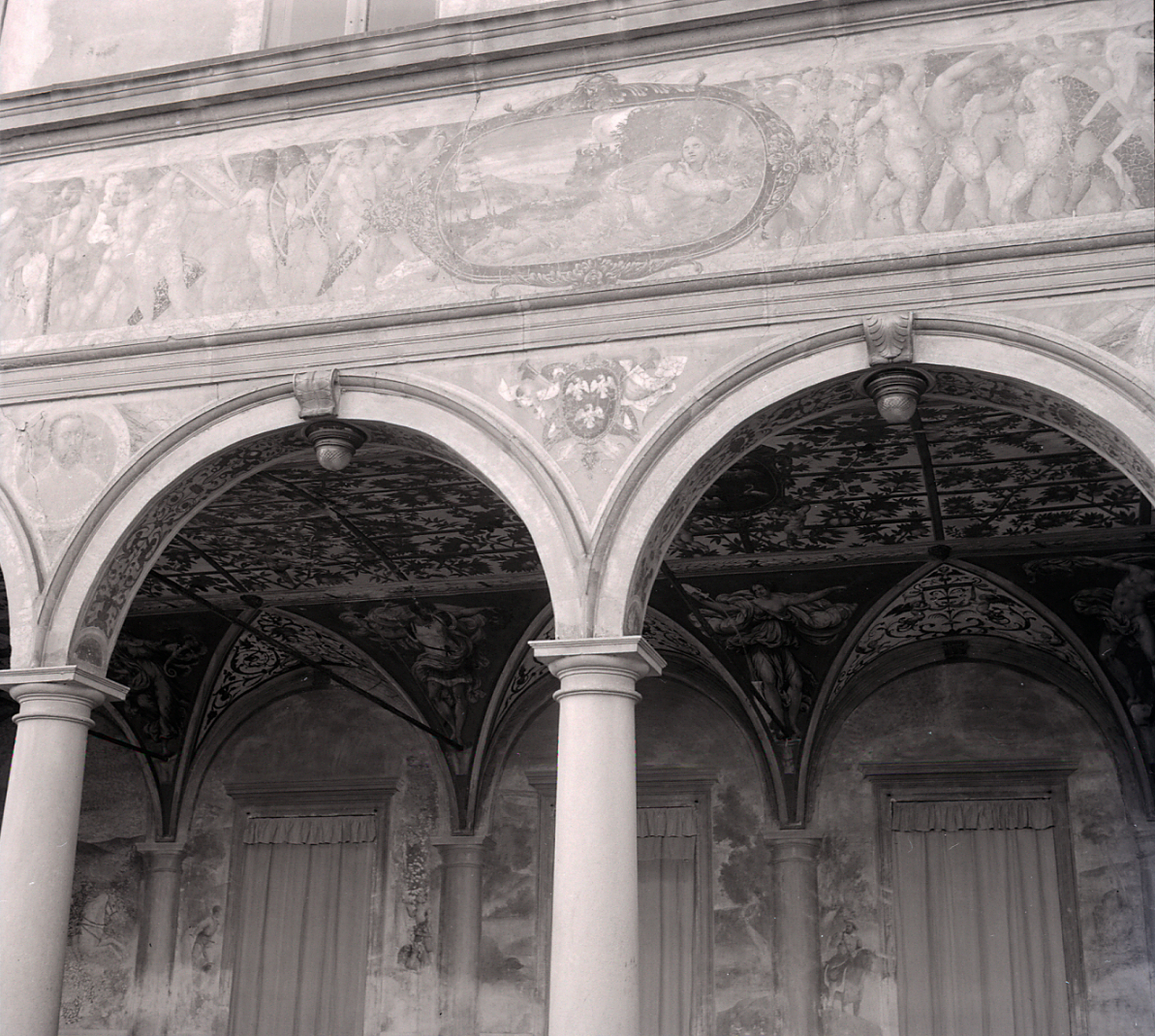
Particolare della loggia. Foto di Paolo Monti, 1975. Fondo Paolo Monti, BEIC.

La villa sorge ai limiti del centro storico del paese: al tempo, la sua costruzione è avvenuta al di fuori del nucleo medioevale. L'edificio vero e proprio (senza considerare le dipendenze) ha un impianto a "U", tipico delle dimore nobili del rinascimento lombardo. Delle due ali che formano la "U", quella più a monte presenta una profondità maggiore. L'accesso alla villa avviene tramite un vialone alberato in salita, ideato come viale prospettico che, provenendo dalla direzione di estensione della Valceresio, si slarga sul piazzale dove sorge la dimora. La facciata è disposta su due piani, austera, asimmetrica rispetto al portale d'ingresso, in bugnato. Le pareti che danno sul piazzale, ora fortemente sbiadite, mostrano ancora deboli tracce di una ricca decorazione a elementi verticali affrescati.
Varcando il portale d'ingresso, si entra nel cortile d'onore del palazzo, che lo chiude su tre lati, mentre il quarto è rappresentato dal giardino formale. La pavimentazione del cortile è in pietra locale: si tratta di ciottoli in porfido rosso di Cuasso, mentre, al centro, alcuni ciottoli bianchi delineano lo stemma della famiglia Cicogna Mozzoni (una cicogna con un serpente nel becco e un sasso nella zampa, accanto a un'aquila, sovrastate dalla corona comitale). Sui due lati lunghi della struttura a "U" che forma villa si apre il porticato, sorretto da robuste colonne di ordine tuscanico in pietra di Viggiù, mentre sul terzo lato della casa il porticato è ricreato in maniera illusoria, grazie ad affreschi originariamente eseguiti in trompe-l'œil ma ora molto sbiaditi. Tuttavia, lo stato globale di conservazione degli affreschi del cortile è migliore rispetto a quelli esterni: si leggono ancora numerose figure e le brillanti variazioni cromatiche. Sono gli affreschi a livello del piano terra ad avere la peggio, dato che mostrano numerose efflorescenze per umidità di risalita. Invece, sono ben conservati gli affreschi delle volte dei portici: il portico a est (quello d'entrata) mostra alcune scene tratte dalle Metamorfosi di Ovidio, racchiuse in cornici geometriche e accompagnate da vivaci grottesche; il portico a ovest, sulle velette, mostra diverse figure mitologiche e storiche. Interessante vedere come ci sia un'attenta contrapposizione tra figure maschili e femminili: queste si alternano, in modo che una figura maschile resti speculare a una femminile e viceversa.
Al centro, un altro affresco in trompe l'œil crea l'effetto di un pergolato, dove si intrecciano tralci di vite carichi di grappoli, rami di melograno e di piante di limone carichi di frutti maturi. Tra questi rami, alcuni putti giocano con pavoni e altri animali. Il tutto serve da cornice per lo stemma inquartato della famiglia Cicogna Mozzoni. Gli affreschi di questo portico rappresentano alcune scene di caccia, che rivelano la funzione primitiva di questa dimora. L'intonaco appare "picchiettato" in più punti: si tratta della tracce lasciate dai manovali, nel XIX secolo, nell'intento di liberare le pareti dallo spesso strato di calce, che era stato applicato durante la peste del '600 in modo da evitare il propagarsi della malattia.
Dal portico a ovest, dipinto a pergolato, un accesso conduce allo scalone d'onore rinascimentale che introduce al primo piano della villa. Riccamente affrescato, lo scalone è sormontato da una volta nel centro della quale si staglia lo stemma dei Visconti. Internamente, molte delle sale della villa conservano una copertura a cassettoni.
Al di là dell'ala ovest e dell'attigua porzione di giardino formale si sviluppa un vasto parco all'inglese, attraversato da una scenografica doppia scalinata. Il parco è disposto a un livello più elevato rispetto al giardino all'italiana, delimitato da un muro di finta roccia nel quale si aprono una serie di nicchie e oculi che alternano la presenza di statue a quella di busti. 

## Storia

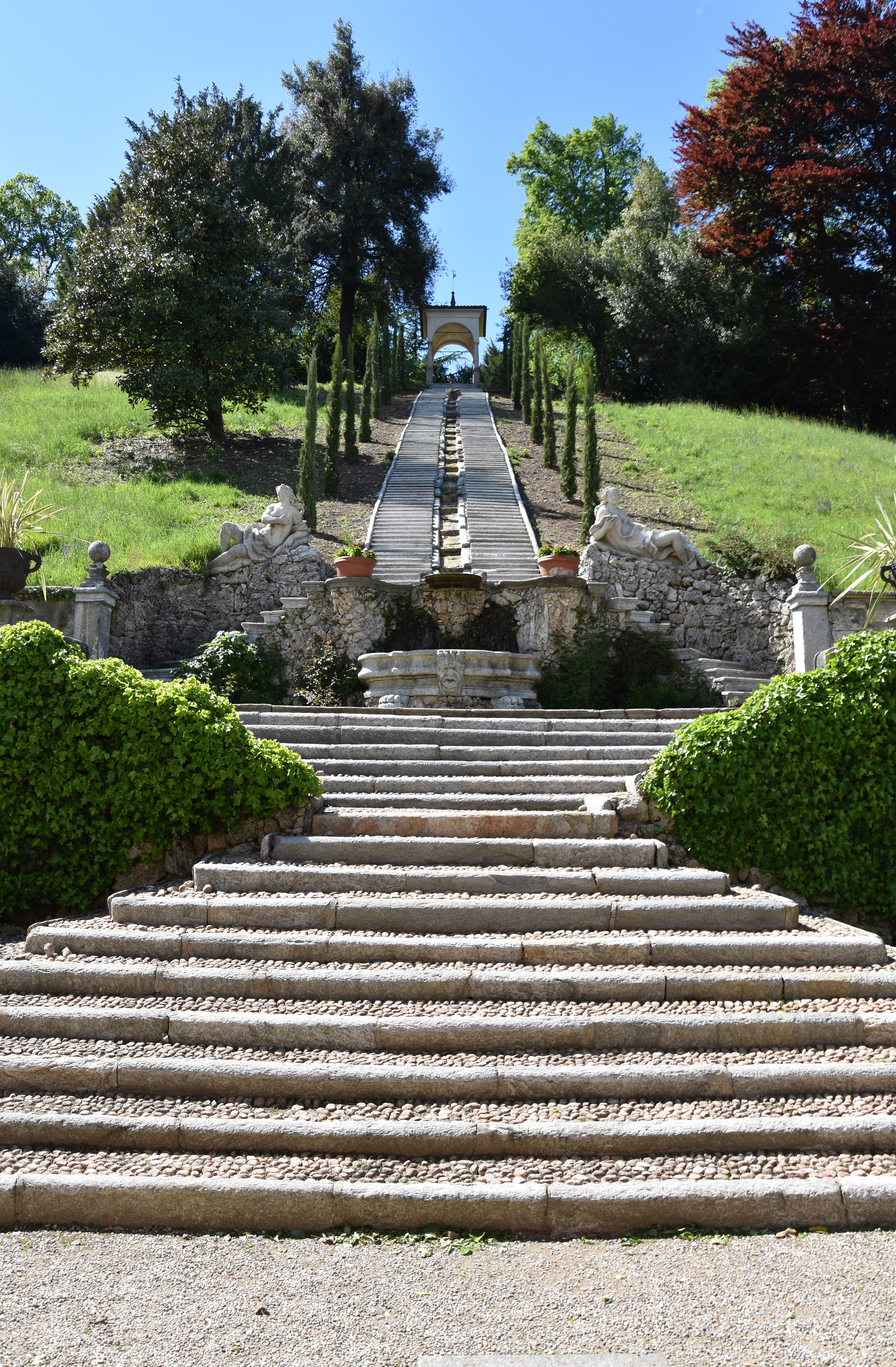
La scalinata

Non si sa con certezza in quale anno nacque la villa. Certamente, all'inizio, doveva essere una cascina di caccia che la famiglia Mozzoni, milanese, utilizzava per questo scopo. I Mozzoni, diretti dipendenti del duca di Milano, avevano ottenuto dal ducato stesso il permesso di cacciare nei territori circostanti a Bisuschio. Il primo documento che parla di una dimora bisuschiese, utilizzata dalla famiglia Mozzoni come casino di caccia risale al 1463. Un altro anno fondamentale per la storia della villa è il 1476, in cui il duca di Milano Galeazzo Maria Sforza, grande appassionato di caccia, visitò Bisuschio e la dimora dei Mozzoni. Questo fatto indica che la dimora di caccia doveva essere in certe condizioni per ospitare una persona del rango di un duca che, tra l'altro, in occasione della battute di caccia, amava circondarsi di un imponente corteo. Durante la caccia, era il 2 novembre, il Duca rischiò di finire tra le fauci di un orso, ma uno dei mastini di Agostino Mozzoni, il padrone di casa, salvò la vita del duca affrontando l'orso. La povera bestia morì per le ferite riportate, ma il suo sacrificio non fu vano: infatti, il Duca, riconoscente, concesse numerosi privilegi alla famiglia dei suoi ospiti. La vicenda sembra avere un che di fantasioso e leggendario, ma è autentica ed è testimoniata da un diploma di esenzione ducale, datato 4 novembre 1476.
Fu forse grazie a questi numerosi privilegi che i Mozzoni ampliarono la loro fortuna, permettendo loro così di proseguire le modifiche alla dimora. In un primo momento, il casino di caccia originario, situato dove oggi trova posto il corpo di fabbrica occidentale della villa, venne ingrandito. Successivamente - si stima tra il 1520 e il 1530 - si cominciarono consistenti rimaneggiamenti architettonici che diedero grossomodo all'edificio l'impronta attuale: all'estremità settentrionale dell'ala ovest venne edificato il corpo nord, al quale verso la metà del Cinquecento fu aggiunto il corpo est, risultando così nell'attuale impianto a "U". Il corpo orientale, detto anche "delle donne", venne dotato di un ingresso coperto, particolarmente utile in caso di maltempo. L'edificio fu anche decorato con pitture a fresco, che la tradizione vuole eseguiti dalla bottega dei fratelli Campi di Cremona. Tuttavia, l'attribuzione non sembra certa, perché un'attenta analisi rivela mani ed epoche diverse. Questo importante intervento architettonico, probabilmente, fu concluso nel 1559. Infatti, un cartiglio dipinto in una delle camere della villa riporta questa data che, tra l'altro, vide il matrimonio tra Cecilia e Ascanio Mozzoni.
Fu proprio Cecilia una delle personalità più interessanti della famiglia Mozzoni. Nacque nel 1544, figlia naturale di Francesco Mozzoni, ma non della di lui consorte Caterina Bossi di Azzate. Fu legittimata nel 1562, tre anni dopo il matrimonio con Ascanio Mozzoni, suo cugino di terzo grado. Ebbe numerose contese per cause ereditarie con la cugina Camilla, moglie di Guido Antonio Arcimboldi, feudatario della Pieve di Arcisate. Cecilia ebbe la meglio sulla cugina ed ebbe inoltre un ruolo chiave nelle vicende ecclesiastiche di Bisuschio.

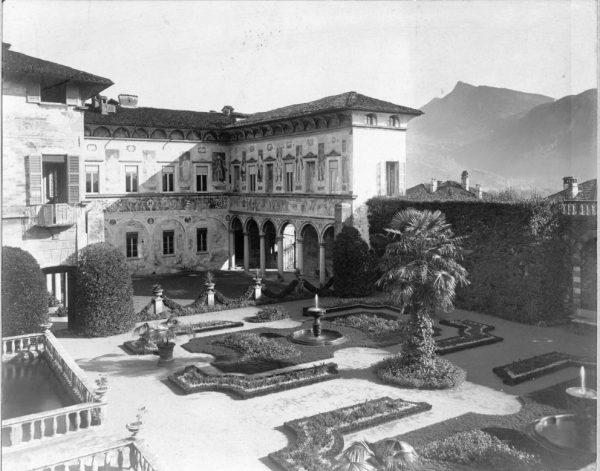
Il giardino all'italiana in una fotografia del 1890

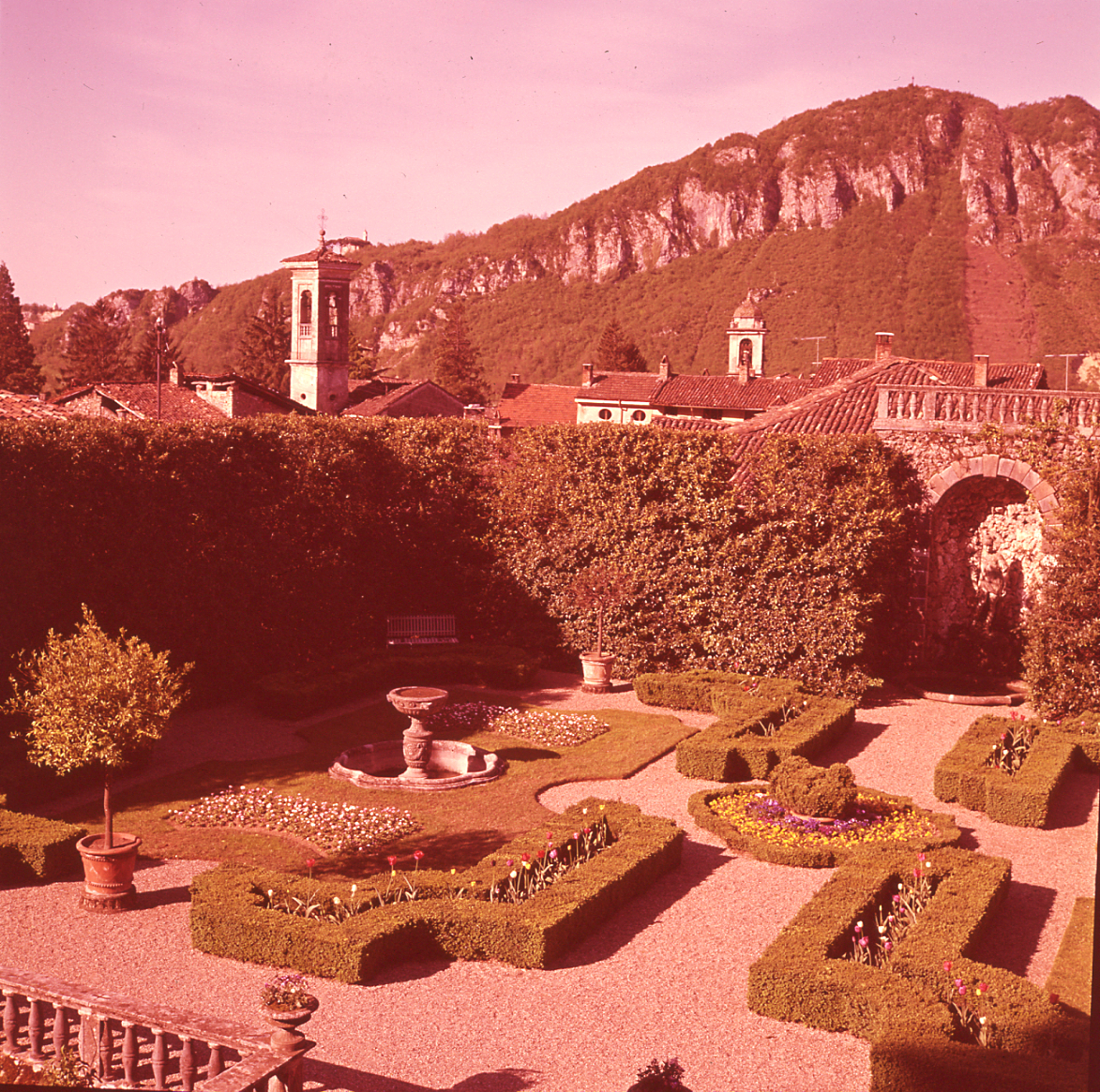
I giardini della villa fotografati da Paolo Monti.

Al marito Ascanio si deve l'ampliamento del giardino e la realizzazione del parterre e delle terrazze all'italiana. Egli era un uomo di grande cultura, che viaggiava molto tra le dimore nobili italiane per trarre spunti per il suo giardino. Anche Cecilia ebbe parte in questo: con la promessa di completare i lavori intrapresi dal padre per costruire una nuova chiesa per Bisuschio appena fuori dal paese, ottenne il terreno e l'antica chiesa di San Giorgio al Monte, che confinavano con il parco della villa. Il terreno della chiesa fu aggiunto al parco, l'edificio religioso fu demolito e le macerie furono riutilizzate per creare le decorazioni del giardino. Però, la promessa della nuova chiesa fu mantenuta e Cecilia portò a compimento i lavori di edificazione della chiesa di San Giorgio al piano, terminati nel 1605.
Cecilia e Ascanio ebbero una sola figlia, Angela. La linea maschile del ramo Mozzoni di Bisuschio si interruppe qui. Angela si sposò nel 1580 con il Conte Giampietro (o Giovanni Pietro) Cicogna, Signore di Terdobbiate, Tornaco e Peltrengo, dando vita alla famiglia Cicogna Mozzoni, che dà tuttora il nome alla villa bisuschiese. Il dipinto già accennato in precedenza, quello in cui lo stemma inquartato è sorretto da putti festanti e rami carichi di frutti maturi è stato forse realizzato in occasione del matrimonio di Angela e Giampietro.
Negli anni a venire seguirono alcune opere di abbellimento alla villa che, sostanzialmente, non mutò la sua struttura. I giardini a monte furono completati nel corso del Seicento da Francesco e Carlo Cicogna, figli di Angela e Giovanni Pietro. Nel Settecento si ampliarono i giardini all'italiana progettati da Ascanio, completando le due grosse peschiere accanto alla casa, decorandole con statue ed eleganti balaustre. Al 1728 risale la doppia scalinata scenografica, che parte dal retro della casa, si inerpica sulla collina e termina in un tempietto, che rappresenta un interessante punto panoramico. La scalinata conta ben 156 scalini: è doppia nel senso che consta di due "ali" laterali, tra le quali scorre un rivolo d'acqua, che termina in una fontana con mascherone. Il progetto dell'impianto appartiene al conte Francesco II Cicogna Mozzoni, che morì proprio nel 1728, senza veder completata la sua realizzazione. A Francesco II si devono anche la piantumazione di tre file di cipressi (una lungo la scalinata, una ai limiti settentrionali del giardino e una nel mezzo dello stesso) e la sostituzione del tetto ligneo con una struttura ispirata a stilemi del Cinquecento.
Nell'Ottocento si prestò più interesse alla parte informale del giardino, che venne trasformato nell'attuale parco all'inglese: si aggiunsero numerose serre (ancora esistenti) e un campo da tennis. Per quanto riguarda la villa vera e propria, tra fine Settecento e inizio Ottocento, i locali al piano terra, fino ad allora magazzini, furono trasformati in sale, in cui prevale lo stile impero. Sempre al pianterreno, la cosiddetta "sala degli specchi" venne risistemata in stile neoclassico. Dal 1957 la villa è stata aperta al pubblico per iniziativa dei proprietari. Sono visitabili 12 ambienti riccamente arredati e affrescati fra cui una biblioteca con 5 000 volumi, camere da letto, una stanza per la musica con un fortepiano costruito da Anton Walter di Vienna nel 1798.
La villa è stata utilizzata come set per la mininserie televisiva del 1989 I promessi sposi, prodotta dalla Rai.
Nel 2016 sono state emesse monete da 5 euro con i giardini.